# Generelt Landbrugsregister
GLR er Fødevareministeriets Generelle Landbrugsregister. Registreret blev etableret i 1993, som en del af GLR/CHR. CHR er Fødevareministeriets Centrale Hudsyrbrugsregister.
Databasen rummer oplysninger om landbrugsbedrifter og landbrugsarealer ned til information om, hvilken afgrøde der dyrkes i en markblok.